# Владимир Янев (свещеник)
Владимир Янев е български свещеник от Късното Възраждане в Македония. 

## Биография
Роден е в македонския град Щип. В 1896 година завършва с осмия, последен випуск педагогическите курсове на Солунската българска мъжка гимназия. Работи като екзархийски архиерейски наместник на Скопската митрополия в Куманово. След анексирането на Куманово след Междусъюзническата война от Сърбия е арестуван от сръбски власти. Бит е от сръбския майор Люба Вулович и е екстерниран заедно със семейството си.